# Datoteka
Datoteka ili fajl je imenovani, strukturirani skup podataka sadržajno vezanih, pohranjenih na mediju za memorisanje.
Podaci memorisani u datotekama se čuvaju i nakon prestanka rada određenog programa kome pripadaju i nazivaju se perzistentni podaci (engl. persistance - održano, postojano).

## Poreklo reči
Datoteka je složenica, kovanica, dve reči, prva dato od latinske reči datum što znači podatak i grčke reči θήκη što se na starogrčkom izgovara teke i znači kutija, kovčeg, beležnica, na novogrčkom tiki i znači predmet, slučaja, i izvedena je od τίθημι što znači postavljam, stavljam.

## Sistem datoteka
Datoteke su organizovane u sistem datoteka (engl. filesystem) na različite načine u zavisnosti od operativnog sistema. Datotečki sistemi regulišu pristup tvrdom disku, memoriji, mreži i specijalnim datotekama.
Kod većine operativnih sistema, sadržaj jedne datoteke je obično jednodimenzionalni niz bajtova (engl. byte), dakle niz celih brojeva između 0 i 255. Tek korisnik datoteke ili sam operativni sistem interpretiraju ove brojčane redove kao tekst, program ili sliku.
Datotečki sistem uređuje pored direktorijuma sa datotekama i gore opisanim sadržajem datoteka i atribute datoteka. Atributima pripadaju tip datoteke, veličina datoteke (broj bajta u datoteci), regulisanje prava za upis i čitanje datoteke, datum nastanka, datum poslednjeg pristupa i datum poslednjih promena datoteke. U zavisnosti od operativnog sistema mogući su i dodatni atributi.
U datotekama primenjeni znakovi zavise od datotečkog sistema, operativnog sistema i postavljenih jezičkih postavki. Kod UNIX kompatibilnih datoteka u imenu se npr. ne smeju nalaziti znakovi '/' i NUL znak. Dodatno je dužina imena datoteke ograničena na 255 znakova. Znakovi mogu biti različito kodirani a noviji operativni sistemi podržavaju i unikod.

## Logička i fizička slika datoteka
Datoteke se mogu posmatrati na dva načina. Logička slika (pogledaj logička datoteka) prikazuje datoteku kao redove informacijskih celina. U fizičkoj slici datoteka se sastoji iz reda informacionih blokova iste veličine.

## Vrste datoteka
Datoteke se mogu koristiti u različite svrhe kao i bajtovi iz kojih se sastoje. Po sadržaju razlikuju se sljedeće datoteke:
- Programi (datoteke koje mogu izvršiti razne funkcije)
  - programi pisani u mašinskim jezicima
  - programi pisani i jezicima različitih skripti (npr. rexx)
- Datoteke (sadrže informacije i služe za prikaz/očuvanje istih)
  - programski kod (tekst)
  - tekstualne datoteke
  - muzičke datoteke (npr. WAV, MIDI, MP3)
  - grafičke datoteke
  - baze podataka
- Direktorijumi
- Specijalne datoteke (pseudo-datoteke)
  - datoteke za različite hardverske komponente
  - Procesne informacije

Mogućnosti za markiranje tipa datoteke:
- Markiranje putem operativnog sistema (npr. program ili tekstualna datoteka)
- Markiranje putem imena datoteke (npr. .doc na kraju imena)
- Markiranje unutar datoteke (npr.  na početku XML i XHTML datoteka)
- Memorisanje u određenim direktorijima

## Prikaz datoteka pomoću simbola
U grafičkim programima za prikaz strukture direktorijuma i postojećih datoteka kao što su Finder, File Explorer ili Total Commander datoteke su prikazane kao liste ili simboli u određenom direktorijumu.

## Literatura
- Jonathan de Boyne Pollard (1996). „Disc and volume size limits”. Frequently Given Answers. Архивирано из оригинала 27. 10. 2007. г. Приступљено 9. 2. 2005.
- IBM. „OS/2 corrective service fix JR09427”. Приступљено 9. 2. 2005.[мртва веза]
- „Attribute - $EA_INFORMATION (0xD0)”. NTFS Information, Linux-NTFS Project. Приступљено 9. 2. 2005.
- „Attribute - $EA (0xE0)”. NTFS Information, Linux-NTFS Project. Приступљено 9. 2. 2005.
- „Attribute - $STANDARD_INFORMATION (0x10)”. NTFS Information, Linux-NTFS Project. Приступљено 21. 2. 2005.
- Apple Computer Inc. „Technical Note TN1150: HFS Plus Volume Format”. Detailed HFS Plus and HFSX description. Приступљено 2. 5. 2006.
- File System Forensic Analysis, Brian Carrier, Addison Wesley, 2005.

## Spoljašnje veze
- Formati podataka na veb-sajtu  (језик: енглески)